# Palácio Saporiti
O Palazzo Saporiti, também conhecido por Palazzo Rocca-Saporiti, é um palácio histórico neoclássico no centro da cidade de Milão, no norte de Itália.

## História
O palácio foi encomendado em 1800 por Gaetano Belloni, que geria o salão de jogos do Teatro alla Scala. No entanto, como resultado da proibição do jogo na era napoleónica, foi obrigado a vender a residência ao Marquês Rocca Saporiti, de Génova. O palácio foi construído no âmbito de um projeto de remodelação nas imediações da Porta Oriental em terrenos que pertenceram à Frades Capuchinhos até à dissolução da ordem pela administração austríaca. 
Concluído em 1812, o projeto terá sido concebido por Innocenzo Giusti, mas, na verdade, foi obra de Giovanni Perego, o famoso cenógrafo do Scala, que não estava oficialmente habilitado a tratar da encomenda por não ser arquiteto profissional. O edifício alberga atualmente um banco suíço.

## Descrição
O estilo neoclássico do edifício é claramente inspirado em Andrea Palladio. A característica predominante da fachada é a colunata Jónica, com o seu espectacular pórtico, de onde se avistavam as procissões pela rua abaixo. O piso térreo tem acabamentos à bossagem, enquanto a entrada principal é encimada por um elefante heráldico. Entre o primeiro e o segundo piso do palácio, um friso retrata episódios da história de Milão. A coroar o sótão, encontra-se uma balaustrada com seis estátuas representando os Dii Consentes, esculpidas por Pompeo Marchesi e Grazioso Rusca.